# Steige (Weg)

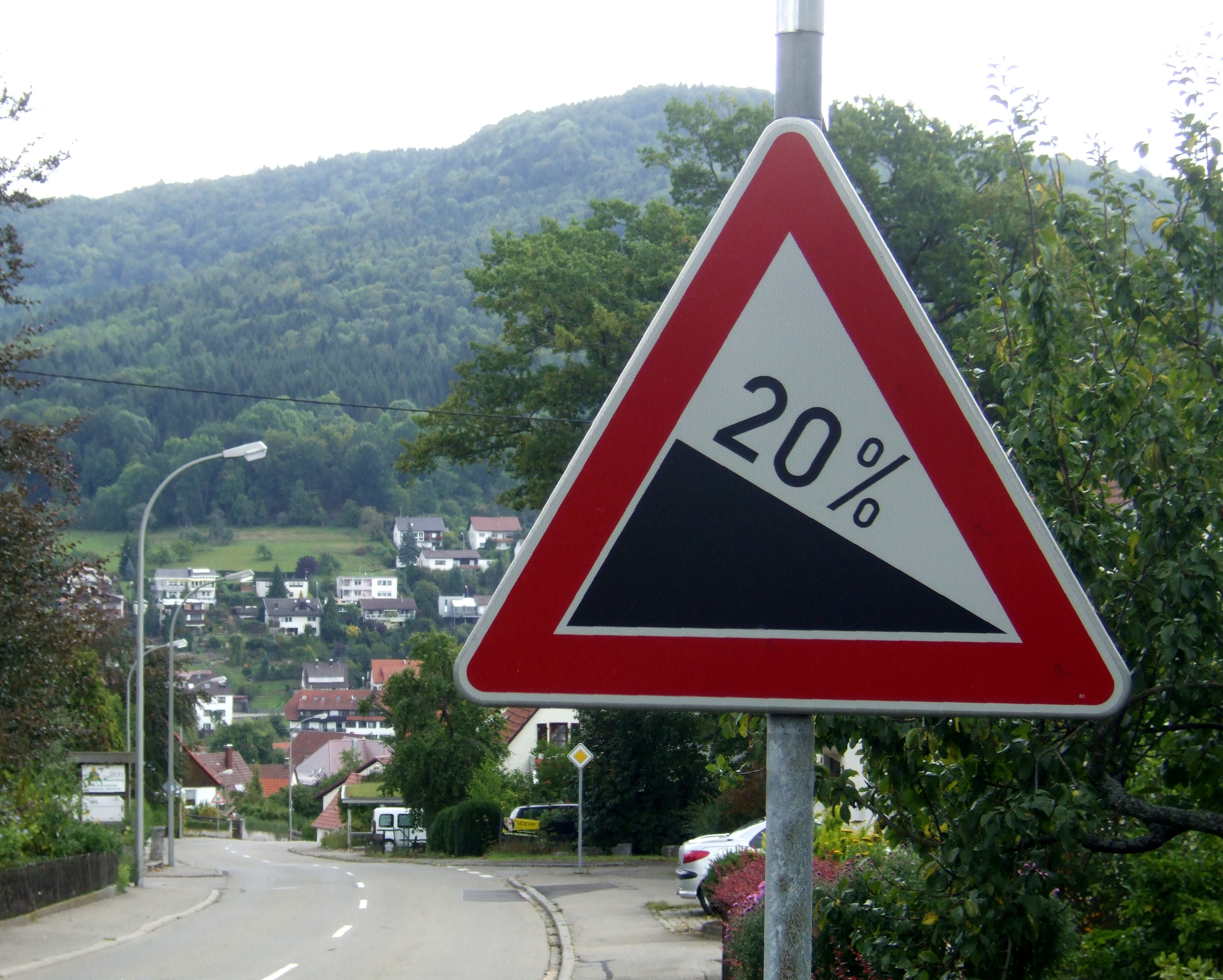
Talsteige bei Albstadt-Laufen mit 20-%-Gefälle

Als Steige – speziell Steigenstraße bei einer Fahrstraße oder Steigenweg bei einem sonstigen Weg – wird im süddeutschen Raum sowie im Elsass und in Österreich ein steiler Straßen- oder Wegabschnitt bezeichnet. Im Unterschied zu einem Steig, der immer Fußweg ist, können viele Steigen also mit Fahrzeugen befahren werden. Im Unterschied zu einer Passstraße muss eine Steige nicht unbedingt über einen Berg hinweg führen, sondern kann auch ein einfacher Aufstieg oder Abstieg sein. Als Talsteige wird eine solche Strecke bezeichnet, wenn sie in abwärtiger Richtung betrachtet oder beschrieben wird, also vom Steigenkopf zum Steigenfuß herab und nicht umgekehrt. Die übliche hochdeutsche Bezeichnung für Steige scheint Anstieg oder Auffahrt zu sein, seltener auch Rampe.

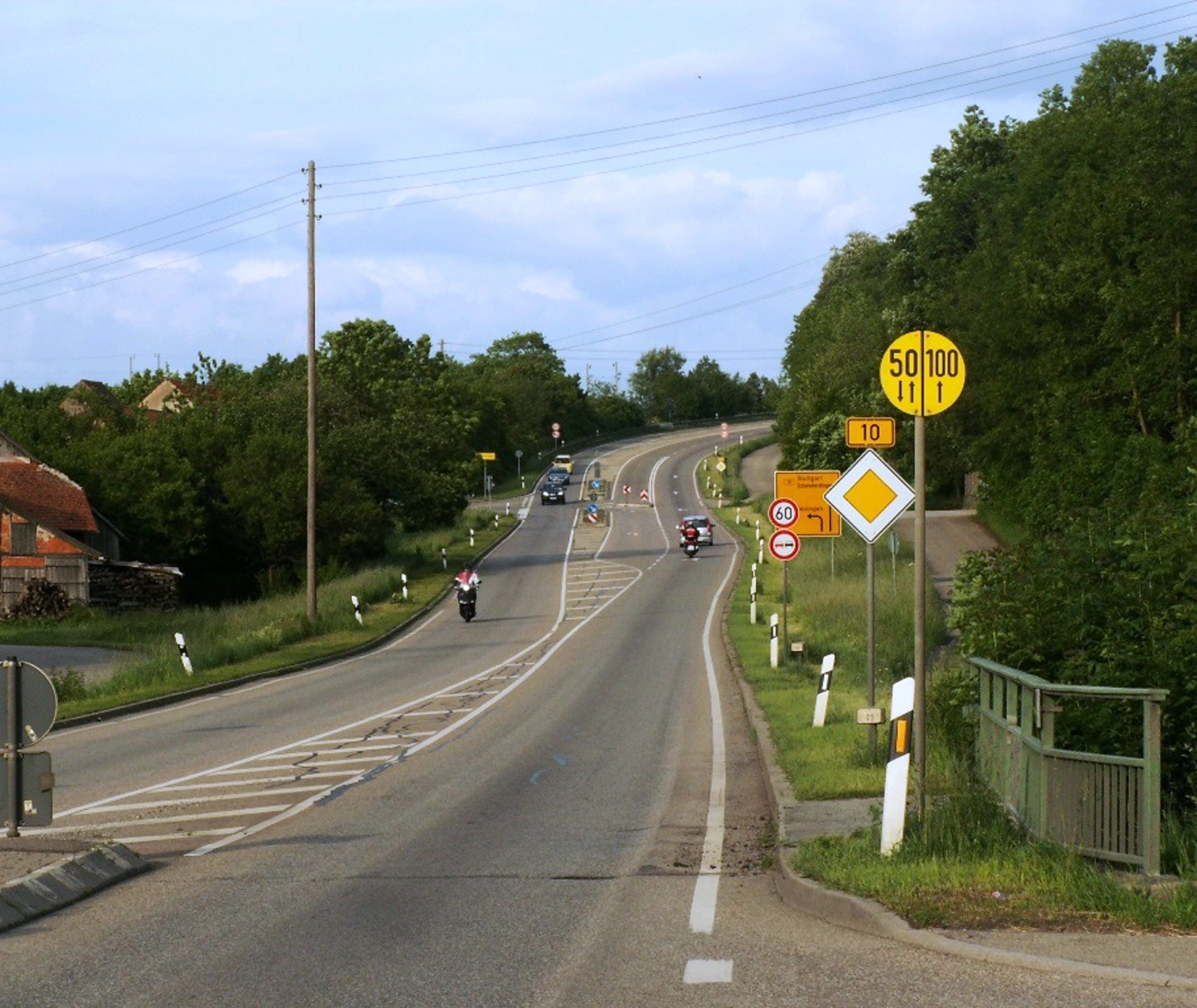
Enzweihinger Steige der Bundesstraße 10

Hauptsächlich ist der Begriff in Südwestdeutschland und im Elsass (Zaberner Steige) beheimatet. Bekannt sind hier die Albsteigen oder auch Albaufstiege wie namentlich die Geislinger Steige. In Stuttgart gibt es wegen der Kessellage unter den Straßennamen eine Reihe von Steigen wie die Weinsteige oder die Hasenbergsteige. An der B 14 gibt es zwischen Bubenorbis und Michelfeld die Rote Steige, später (an der Alttrasse) die Cröffelbacher Steige, in Schwäbisch Hall gibt es eine (Alte) Gottwollshäuser Steige. Auch im östlichen Odenwald (Hornbacher Steige und Walldürner Steige, beide nach Hornbach, einem Stadtteil von Walldürn) bis ins Taubertal (Steige, im Ortsdialekt Staach [ʃdaːx], in Dittwar oder Alte Miltenberger Steige in Lauda-Königshofen) und zum Main (Tellsteige in Würzburg) ist der Begriff gebräuchlich und in offiziellen Straßennamen, wie auch als volkstümliche Zusatzbezeichnung zu finden. Zu den nördlichsten der als solche bezeichneten Steigen zählt die Steinbacher Steige bei Ebelsbach in Unterfranken.
Bei der Anlage einer Steigenstraße wird eine möglichst gleichbleibende Gradiente angestrebt, um den Kraftaufwand für die Bewegung der Fahrzeuge gleichmäßig über die ganze Länge der Strecke zu verteilen. Die Topografie des Geländes kann deshalb, wenn die Bewegung von Erdmassen beim Straßenbau gering gehalten werden soll, viele und enge Kurven erfordern, bei steilen Berghängen auch die Anlage von Serpentinen. Auch Kunstbauten wie Brücken oder Sporntunnel müssen dafür oft errichtet werden. Bei langen Steigungen und Gefällestrecken verringert eine starke Längsneigung die Verkehrssicherheit wie den Verkehrsfluss. Untermotorisierte Fahrzeuge können große Steigungen nur in langsamem Tempo bewältigen und behindern damit den übrigen Verkehr. Bei langen Gefällestrecken können Bremsen versagen; deshalb werden manche Gefällestrecken durch eine entsprechende Beschilderung für Lastkraftwagen und insbesondere Gefahrguttransporte verboten. Alternativ werden solche Strecken mit einer Notfallspur gesichert. Bei der Straßenplanung reduzieren Steigungen ab fünf Prozent deshalb die Entwurfsgeschwindigkeit.
In Hessen ist dagegen die Bezeichnung Stich gebräuchlich. Ein Stich wie der Wambacher Stich an der Bundesstraße 260 ist also dasselbe wie eine Steige weiter im Süden. Aber auch dort gibt es einen Stich, mit dem Wort wird die Thanheimer Steige bezeichnet. Stich meint im Süddeutschen den letzten kurzen und besonders steilen Anstieg einer Steige, der früher mit zusätzlichen Zugtieren (so genannter Vorspann) zu leisten war, die oft an naheliegenden Steigen- oder Stichwirtshäusern vorgehalten wurden.
Im übrigen Deutschland nennt man solche Steigungs- und Gefällestrecken synekdochisch einfach Berg oder Höhe wie beim Elzer Berg an der Bundesautobahn 3, überträgt also den Begriff der Erhebung auf die sie erklimmende Straße. Für Eisenbahnstrecken ist der Ausdruck Steilstrecke üblich.